# جاون لوین (تنیس‌باز)
 جاون لوین (انگلیسی: Jon Levine؛ زاده ۲۹ سپتامبر ۱۹۶۳) یک تنیس‌باز اهل ایالات متحده آمریکا است.